# Nuova Accademia del Cimento
La Nuova Accademia del Cimento (16– 26 marzo 1801) è stata un’accademia scientifica nata all'interno del Reale Museo di Fisica e Storia Naturale di Firenze come continuazione dell’antica Accademia del Cimento.

## Le origini
Un primo tentativo di costituire un’accademia scientifica all’interno dei locali del Reale Museo di Fisica e di Storia Naturale si deve all’iniziativa di Felice Fontana, il quale, assunto l’incarico di direttore e portato avanti il progetto di costituzione e ampliamento dell’istituto, nel 1780 inviò esplicita richiesta alle Segreterie di Stato per la rifondazione di un’accademia, sulle orme della prestigiosa Accademia del Cimento e sul modello dell’Académie des Sciences parigina. Ma il suggerimento non fu accolto favorevolmente e il progetto venne, per il momento, accantonato:
Le motivazioni del rifiuto granducale non sono chiare, ma probabilmente l’esito negativo è da ricercare in una commistione di ragioni finanziarie e politiche ascrivibili al contesto della Firenze lorenese.
Fu soltanto nel 1801 che Firenze tornò ad avere la sua accademia grazie all’appoggio del governo provvisorio della Toscana formato dal triumvirato Giovanni De Ghores, Francesco Chiarenti e Enrico Pontelli. Con il decreto del 27 febbraio dello stesso anno, firmato dai tre neo governatori, si ripristinava ufficialmente nel museo toscano l’estinta accademia seicentesca: 
Decreta:
È ripristinata nel Museo di Firenze l’estinta Accademia del Cimento, ossia Sperimentale Scientifica. Il piano della medesima, la sua dote stabile, i membri che debbono comporla, saranno in breve fissati dal Governo, come parte integrante del presente decreto.
Dato in Firenze lì 27 febbraio 1801»
Al decreto seguiva l’elenco dei componenti e soci dell’Accademia, dove spicca come protettore il nome di “Napoleone Bonaparte, primo console della Repubblica Francese”, Felice Fontana come direttore e il “matematico dello stato” Pietro Ferroni come segretario.
Vennero poi fissate dal governo, in venticinque paragrafi, le costituzioni della Nuova Accademia e il giorno 16 marzo 1801 si inaugurò ufficialmente la neo istituzione. Durante la cerimonia di apertura, che si svolse di fronte alle autorità governative e al generale Gioacchino Murat, il discorso introduttivo del segretario Ferroni ripercorse la storia prestigiosa del Cimento, i risultati scientifici raggiunti e i saggi pubblicati, concludendo con l’augurio che:
Per l’Accademia si stabilì il finanziamento di 5000 scudi e di 250 per ogni socio onorario.

## Elenco dei soci
- Napoleone Bonaparte, protettore
- Felice Fontana, presidente
- Pietro Ferroni, segretario
- Claude Louis Berthollet
- Antonio Andrea Cagnoli (1743-1816)
- Francesco Antonio Campana (1751-1832)
- Gioacchino Carradori (1758-1818)
- Francesco Chiarenti
- Gaetano Cioni (1760-1851)
- Giovanni Di Baillon (1758-1819)
- Dolomieu Diodato
- Giovanni Fabbroni
- Pio Fantoni (1721-1804)
- Gregorio Fontana
- Ferdinando Giorgi
- Francesco Malfatti (1731-1807)
- Paolo Mascagni
- Gaspero Monge (1746-1818)
- Giuseppe Morosi (1772-1840)
- Pietro Moscati
- Barnaba Oriani
- Pietro Paoli
- Gioacchino Pessuti
- Lorenzo Pignotti
- Giorgio Santi
- Gaetano Savi
- Ambrogio Soldani
- Giuseppe Antonio Slop Von Cadenberg (1740-1808)
- Ottaviano Targioni Tozzetti
- Francesco Vaccà (1732-1812)
- Leopoldo Vaccà
- Alessandro Volta

## La fine dell'accademia
Nonostante l’avvio favorevole e deciso, la nuova accademia ebbe vita breve e la sua attività si concluse definitivamente il 26 marzo dello stesso anno a causa dei nuovi risvolti politici che portarono alla dimissione dei triumviri. A questi succedettero i quadrumviri Pierallini, Cercignani, Lessi e Piombanti i quali notificarono, fin da subito, di prendere a norma tutti quei decreti e regolamenti vigenti prima del 14 ottobre 1800. Felice Fontana e Pietro Ferroni, con l’appoggio di Murat, protestarono e in una dichiarazione del 1 aprile indicarono validi almeno quelle norme recenti che regolavano gli istituti culturali, scientifici e artistici.
Ma con gli accordi di Luneville, la nascita del Regno d’Etruria e l’insediamento di Ludovico I di Borbone, i già fragili equilibri giocarono a sfavore della neonata accademia che, di fatto, non riuscì a trovare una prosecuzione nel nuovo assetto politico ed istituzionale della Toscana

## Fonti manoscritte
I documenti manoscritti relativi alla storia della Nuova Accademia del Cimento fanno parte del Fondo Fabbroni conservato presso l'archivio del Museo Galileo di Firenze. Le carte sono state interamente digitalizzate e sono consultabili in rete.